# Жасмонова кислота
Жасмонова кислота ( ЖК ) - органічна сполука, що міститься в кількох рослинах, включаючи жасмин. Належить до рослинних гормонів із класу жасмонатів. Вона біосинтезується з ліноленової кислоти октадеканоїдним шляхом . Вперше була виділена у 1957 році як метиловий ефір жасмонової кислоти швейцарським хіміком Едуардом Демолем та його колегами. 

## Біосинтез
Біосинтез починається з жирної кислоти ліноленової кислоти, яка оксигенується ліпоксигеназою (13-LOX), утворюючи гідропероксид. Після цього пероксид в присутності аленоксидсинтази циклізується з утворенням аленоксиду. Аленоксид перегруповується з утворенням 12-оксофітодієнової кислоти, що каталізується ферментом аленоксидциклазою. Ряд β-окислень призводить до утворення 7-ізожасмонової кислоти. За відсутності ферменту ця ізожасмонова кислота ізомеризується до жасмонової кислоти. 

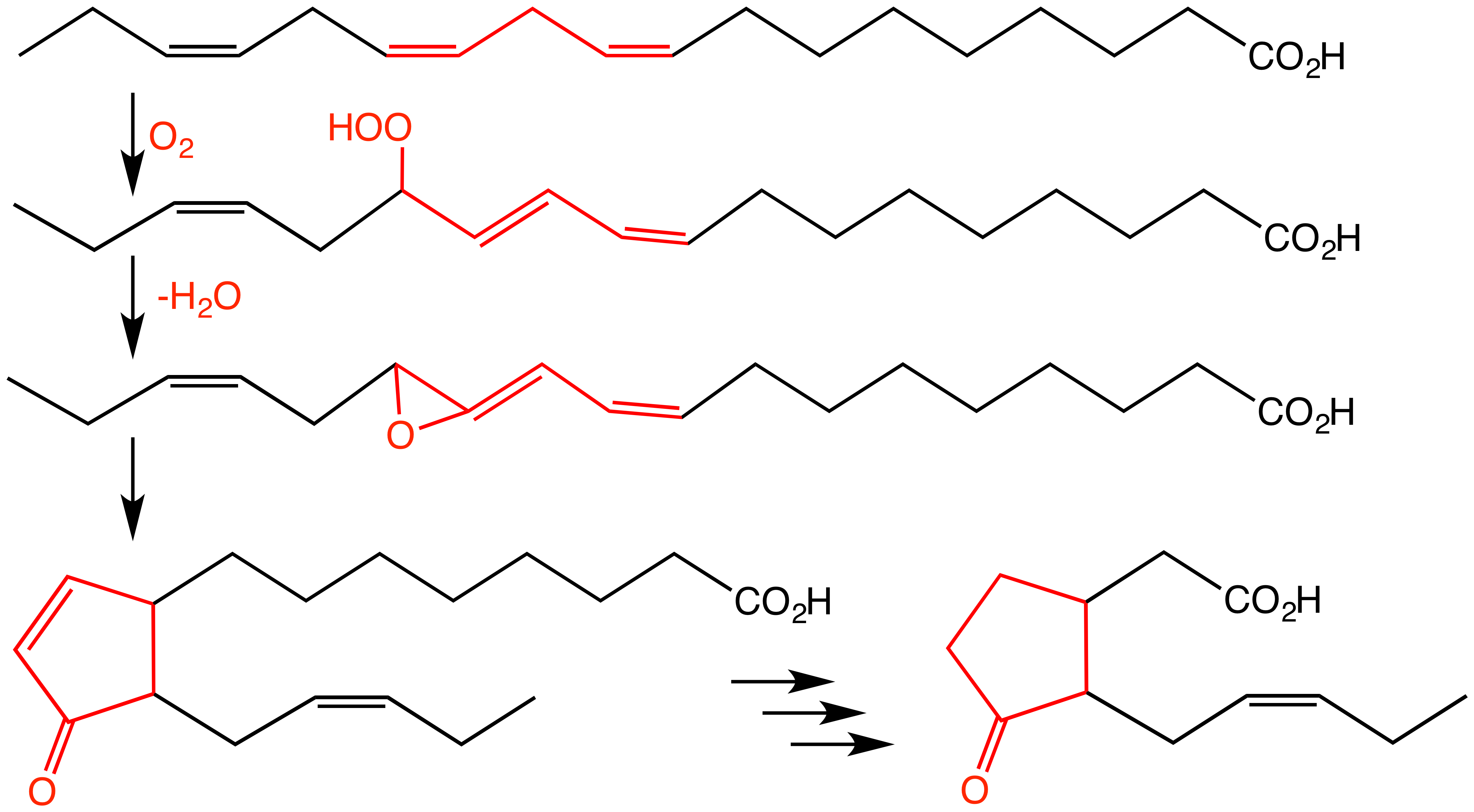
Біосинтез жасмонової кислоти через проміжний аленоксид. Виділено пентадієнове ядро, яке є місцем реакцій.

## Функція
Основною функцією ЖК та її різноманітних метаболітів є регулювання реакції рослин на абіотичні та біотичні стреси, а також ріст і розвиток рослин.  Процеси росту та розвитку рослин, які регулюються цієї сполукою, включають пригнічення росту, старіння, згортання вусиків, розвиток квітки та опадання листя. ЖК також відповідає за формування бульб у картоплі та батату. Вона відіграє важливу роль у відповіді рослин на пошкодження і системну набуту стійкість . Ген Dgl відповідає за підтримку рівнів ЖК при звичайних умовах у Zea mays, а також за вивільнення жасмонової кислоти незабаром після поїдання комахами.  Коли комахи атакують рослини, вони реагують вивільненням ЖК, яка активує експресію інгібіторів протеази. Ці інгібітори протеази запобігають протеолітичній активності травних протеаз комах або «білків слини»,  тим самим не даючи їм отримати необхідний азот з білку для власного росту.  ЖК також активує експресію поліфенолоксидази, яка сприяє виробленню хінолінів. Вони можуть перешкоджати виробленню комахами ферментів і знижувати поживність рослини. 
ЖК також може відігравати певну роль у боротьбі зі шкідниками.  ЖК розглядалася як засіб для обробки насіння, щоб стимулювати природний захист рослин від шкідників. У цьому випадку жасмонати розпилюються на проростаючі рослини.  Це буде стимулювати виробництво інгібітора протеази в рослині.  Вироблений інгібітор протеази може захистити рослину від комах, зменшуючи рівень зараження та фізичні пошкодження.  Однак через його антагоністичний зв’язок із саліциловою кислотою (важлива у захисті від патогенів) у деяких видів рослин це може призвести до підвищеної сприйнятливості до вірусів та інших патогенів. 

## Похідні
Жасмонова кислота може перетворюватися на різноманітні похідні, серед них складний ефір метилжасмонат. Дане перетворення каталізується ферментом жасмонової кислоти карбоксиметилтрансферазою. 

## Жасмонова кислота в біотехнології
Жасмонова кислота та її похідні застосовуються в сільському господарстві як біологічно активні речовини, що регулюють обмінні процеси у рослин. Передпосівна обробка насіння ячменю розчинами жасмонової та бурштинової кислот сприяла росту рослин на ранніх стадіях розвитку, зменшувала втрату вологи листками та пригнічення росту в умовах посух. Суміш жасмонової та саліцилової кислот використовується при культивуванні картоплі in vitro для отримання покращеного посівного матеріалу, стійкого до фітофтори. Передпосівна експозиція ЖК насіння проса покращувала жаростійкість проростків і дорослих рослин за рахунок зменшення вмісту продуктів перекисного окислення ліпідів і збільшення вмісту хлорофілу. Спостерігалося збільшення кількості та маси зерен у волотях. Позитивна дія ЖК суттєво проявилася в несприятливих ґрунтових умовах, що свідчить про її вплив на стрес-захисні системи рослин. Передпосівна експозиція насіння Triticum aestivum сумішшю саліцилової та жасмонової кислот знижувала ступінь розвитку Septoria nodorum на листках. Звіти показали, що в суспензійних культурах Corydalis claviculata, Crotolaria cobalticola, Eschscholtzia californica, Glycin max, Lactuca sativa, Lycopersicum esculentum, Rauvolfia canescens, Rubia tinctorum, Ruta chalepensis і Sarcocapnos crassifolia уражених екзогенним еліситором (фрагмент клітинної стінки гриба) відбувався швидкий синтез ЖК. Екзогенна ЖК, застосована до суспензійної культури вищевказаних рослин, ініціювала de novo транскрипцію гена ферменту фенілаланінамоній-ліази, який бере участь у захисті рослин. Водночас метилжасмонат, нанесений на інфільтраційне середовище, не впливав на опосередковану Agrobacterium транзієнтну експресію та накопичення рекомбінантного білка в Nicotiana excelsior, що слід враховувати в біотехнологічних розробках, спрямованих на білково-орієнтоване виробництво.